# Giulio Calvisi
Giulio Calvisi (Olbia, 27 giugno 1966) è un politico italiano, Sottosegretario di Stato al Ministero della Difesa dal 16 settembre 2019 al 13 febbraio 2021 nel governo Conte II.
È stato Segretario della Sinistra Giovanile dal 15 marzo 1995 al 13 marzo 1997 e deputato alla Camera durante la XVI legislatura Italiana.

## Biografia
Nato il 27 giugno 1966 a Olbia, ma originario di Bitti. Nel 1993 si è laureato alla facoltà di giurisprudenza dell'Università degli Studi di Sassari, con una tesi in Diritto Internazionale dal titolo: "La Guerra del Golfo nel Diritto Internazionale".

### Attività politica

#### Dal PCI ai DS
È stato militante della Federazione Giovanile Comunista Italiana, l'organizzazione giovanile del Partito Comunista Italiano.
Nel 1991 aderisce alla svolta della Bolognina di Achille Occhetto nel Partito Democratico della Sinistra, entrando nella sua organizzazione giovanile: Sinistra Giovanile, guidata da Gianni Cuperlo. Il 15 marzo 1995 è stato eletto Segretario nazionale della Sinistra Giovanile, succedendo a Nicola Zingaretti, incarico che mantiene fino al 13 marzo 1997.
Nel 1998 aderisce alla svolta di Massimo D'Alema che scioglie il PDS e dà vita ai Democratici di Sinistra (DS), di cui ricopr il ruolo di responsabile nazionale immigrazione. In questa veste ha avuto modo di collaborare con l'allora Ministro della solidarietà sociale Livia Turco, assieme all'allora Ministro dell'interno (e futuro Presidente della Repubblica) Giorgio Napolitano, sui problemi dell'immigrazione e con il segretario nazionale del Partito Walter Veltroni.

#### Dagli anni 2000
Dal 2001 al 2006 è stato coordinatore del Dipartimento e successivamente vice-Responsabile nazionale Welfare dei DS, diretto da Livia Turco.
Assieme ad Aly Baba Faye ha curato nel 2004 la pubblicazione del “Libro Bianco sulla Bossi-Fini: rapporto sulla politica delle destre in materia di immigrazione”.
Nel 2005 è stato eletto segretario dell'Unione regionale dei DS – Sinistra Federalista Sarda, incarico mantenuto fino alla nascita del Partito Democratico.
Nel 2007 aderisce al Partito Democratico, diventandone membro dell'Assemblea Costituente nazionale.

#### Elezione a deputato
Alle elezioni politiche del 2008 viene candidato, ed eletto, alla Camera dei deputati, tra le liste del Partito Democratico nella circoscrizione Sardegna. Durante la XVI legislatura della Repubblica Italiana è stato membro della 5ª Commissione Bilancio, tesoro e programmazione e del Comitato parlamentare per i procedimenti di accusa.
Alle elezioni primarie del PD del 2009 ha sostenuto la mozione di Pier Luigi Bersani, risultata vincente.

#### Incarichi ministeriali
Dal 2013 al 2016 è stato Consigliere Giuridico del Ministro dell’Ambiente e della Tutela del Territorio e del Mare. Dal 2017 al 2018 Consigliere del Ministro della Giustizia.

#### Sottosegretario di Stato alla Difesa
In seguito alla nascita del governo Conte II tra PD, Movimento 5 Stelle e LeU, il 13 settembre 2019 è stato nominato dal Consiglio dei Ministri Sottosegretario di Stato al Ministero della difesa, insediandosi il 16 settembre e mantenendo l'incarico fino al 13 febbraio 2021. Durante questo periodo, oltre che essere un autorevole braccio destro del Ministro della Difesa PD Lorenzo Guerini, si è occupato in prima persona dell'emergenza alluvione di Bitti, tramite la Brigata meccanizzata "Sassari" e il 5º Reggimento genio guastatori.

## Opere
- Ufficio immigrazione DS, Forum Fratelli d'Italia;, Libro bianco sulla Bossi-Fini. Rapporto sulla politica delle destre in materia di immigrazione, a cura di Giulio Calvisi, Aly Baba Faye, Roma, Nuova Iniziativa Editoriale, 2004.